# Serieomläggningen i svensk damfotboll 2012-2013
Serieomläggningen i svensk damfotboll 2012–2013 var en total rekonstruktion av seriesystemet för de nationella nivåerna (förbundsserierna) under Damallsvenskan. Orsaken till omläggningen var bildandet av den nya serien Elitettan, vilken bildades som en reaktion på att kvaliteten i de dåvarande Norrettan och Söderettan var för låg. Beslutet om omläggningen fattades på Svenska Fotbollförbundets Representantskap den 2 november 2011.

## Bakgrund och beslut
Svenska Fotbollförbundets förbundsstyrelse hade fått i uppdrag att utreda ett nytt seriesystem inom damfotbollen vid Representantskapet 2010. Under arbetets gång förmedlades uppgifter om att Damallsvenskan skulle reduceras till 10 lag, som mötte varandra tre gånger per år, och därunder en division med en serie, kallad Damettan fram till november 2012. Under detta skulle en division med sex serier om vardera tolv lag ersätta de tidigare nio Division 2-serierna med tio lag. Detta motiverades med att nivån behövde fler matcher och färre lag.
Det fanns viss kritik mot förslaget, både avseende ekonomin i en sådan serie och att antalet lag i Damallsvenskan skulle minskas. Det fanns dessutom kritik mot att seriesegrarna i divisionen under skulle behöva kvala till den nya serien. Förslaget arbetades dock delvis om, och på Representantskapet röstade 37 för av 45 röster.

## Seriesystemet 2002–2011
Sedan antalet Division 1-serier hade reducerats från tre 2001 till två säsongen 2002, så hade förbundsserierna varit stabila.
- Nivå 1: Damallsvenskan – En serie med 12 lag. Två lag nedflyttade efter varje säsong.
- Nivå 2: Norrettan och Söderettan – Två serier med 12 lag per serie. De två segrarna uppflyttade efter varje säsong, tre lag nedflyttade från vardera serien.
- Nivå 3: Division 2 – Nio serier med 10 lag per serie. Seriesegrarna spelade kvalspel om sex platser i Norr- och Söderettan.[11] Två lag nedflyttade från varje serie.

Serier under division 2, nivå 4 och nedåt, administrerades av distriktsförbunden.

## Det nya seriesystemet 2013–2020
Det seriesystem som det fastslogs skulle gälla från och med säsongen 2013 såg ut enligt följande:
- Nivå 1: Damallsvenskan – En serie med 12 lag. Två lag nedflyttade efter varje säsong.[12]
- Nivå 2: Elitettan – En serie med 14 lag. Två lag uppflyttade efter varje säsong. Tre lag nedflyttade.[12]
- Nivå 3: Division 1 – Sex lag med 12 lag per serie. För varje serie gällde att lag 1 spelade kval till Elitettan, och lag 10–12 flyttades ned till Division 2.[12]

Dessa tre nivåer utgjorde de så kallade förbundsserierna, som administrerades av Svenska Fotbollförbundet. Serieindelningen fastslogs för Damallsvenskan och Elitettan av Förbundsstyrelsen, Division 1 av Representantskapet.
Under nivå tre skapades en ny nivå, med totalt 18 uppgångar till Division 1, som administrerades av distriktsförbunden gemensamt för Sveriges landsdelar, enligt följande:
- Fyra uppgångar: Norrland bestående av distrikten Norrbotten, Västerbotten, Jämtland/Härjedalen, Ångermanland, Medelpad, Hälsingland och Gestrikland.
- Sex uppgångar: Svealand bestående av distrikten Stockholm, Södermanland, Värmland, Uppland, Västmanland, Örebro, Dalarna och Gotland.
- Åtta uppgångar: Götaland bestående av distrikten Skåne, Småland, Västergötland, Blekinge, Halland, Göteborg, Dalsland, Bohuslän och Östergötland.

Nivån övertog namnet Division 2 från den tidigare tredjenivån. Serieindelningen fastslogs på Representantskapet efter förslag från distriktsförbunden. Landsdelarna fattade själva beslut om antal serier, antal lag per serier, och hur upp- och nedgångar skall ske, samt vilka distrikt som ska administrera respektive serie.
Serier under division 2 administrerades, som tidigare, av distriktsförbunden. Detta var dock nu från nivå 5 och nedåt.
Division 1-lagens kvalspel om tre platser i  Elitettan avgjordes genom att de sex segrande lagen parvis spelade dubbelmöten:
- Lag 1 i Norrland – Lag 1 i Norra Svealand
- Lag 1 i Södra Svealand – Lag 1 i Östra Götaland
- Lag 1 i Norra Götaland – Lag 1 i Södra Götaland

## Övergångsåret 2012
Förändringarna av seriepyramiden innebar att säsongen 2012 blev en övergångssäsong, med speciella regler för upp- och nedflyttningar och tillfälliga kval mellan och till förbundsserierna. Själva serieindelningen följde samma format som tidigare, det var endast reglerna för kvalificering till kommande års seriesystem som påverkades.
- Nivå 1: Damallsvenskan – 12 lag. Lag 11–12 till Elitettan 2013.
- Nivå 2: Norrettan och Söderettan – 2×12 lag. Lag 1–2 spelade kval till Damallsvenskan 2013. Lag 3–6 blev behöriga till Elitettan. Bästa lag 7 spelade kval till Elitettan. Återstående lag 7 (5 lag) samt lag 8–12 flyttades ned till Division 1.
- Nivå 3: Division 2 – 9×10 lag. Lag 1 spelade kval till Elitettan. Lag 2-5 blev behöriga till Division 1. De åtta bästa lag 6 blev behöriga till Division 1. Återstående lag 6 skulle ha flyttats ned till regionserierna, men med anledning av att Dalsjöfors GoIF gick i konkurs, och därmed uteslöts från Söderettan, så blev även Återstående lag 6 i Division 2, 2012, behörig till Division 1, 2013. Samtliga lag 6 blev följaktligen kvalificerade till Division 1. Lag 7–10 flyttades ned till regionserierna.
- Nivå 4: Division 3 – distriktsserier. Nio lag blev, efter kval, uppflyttade till Division 1. Från denna nivå blev även 157 lag kvalificerade till de nya regionserierna i Division 2.[13]

Det blev följaktligen många kval, som spelades enligt:
- Kval till Damallsvenskan: Lag 1–2 möttes parvis hemma-borta, Lag 2 i Söderettan – Lag 1 i Norrettan och Lag 2 i Norrettan – Lag 1 i Söderettan.
- Kval till Elitettan: Kvalet spelades i två omgångar:
  - Kvalomgång 1: Seriesegrarna i Division 2 spelade i tre trelagsgrupper, med enkelmöten. Spelordningen låg så att alla lag fick en hemma- och en bortamatch. Respektive gruppsegrare gick vidare till kvalomgång 2. Övriga lag i kvalspelet blev behöriga till Division 1.
  - Kvalomgång 2: Bästa lag 7 i Norrettan/Söderettan samt de tre gruppsegrarna i kvalomgång 1 spelade kval parvis. Segrande lag blev behöriga till Elitettan, förlorande lag till Division 1.
- Kval till Division 1: 27 division 3-lag blev indelade i nio trelagsgrupper. Respektive gruppsegrare gick till Division 1. Övriga lag till Division 2.

## Översikt över förloppet
Sammanfattningsvis medförde förändringarna följande seriepyramider före, under och efter övergångsåret:
| 2002–2011         | 2002–2011        | 2002–2011                | 2002–2011              | 2002–2011        | 2002–2011        | Övergångsåret 2012 | Övergångsåret 2012 | Övergångsåret 2012       | Övergångsåret 2012     | Övergångsåret 2012 | Övergångsåret 2012 | 2013–2020         | 2013–2020 | 2013–2020              | 2013–2020                     | 2013–2020      | 2013–2020 |
| Organi- satör     | Nivå             | Liga                     | Antal serier och lag   | Upp              | Ned              | Organi- satör      | Nivå               | Liga                     | Antal serier och lag   | Upp                | Ned                | Organi- satör     | Nivå      | Liga                   | Antal serier och lag          | Upp            | Ned       |
| ----------------- | ---------------- | ------------------------ | ---------------------- | ---------------- | ---------------- | ------------------ | ------------------ | ------------------------ | ---------------------- | ------------------ | ------------------ | ----------------- | --------- | ---------------------- | ----------------------------- | -------------- | --------- |
| Nationellt (SvFF) | Nivå 1           | Damall- svenskan         | 1×12 = 12              |                  | 2                | Nationellt (SvFF)  | Nivå 1             | Damall- svenskan         | 1×12 = 12              |                    | 2                  | Nationellt (SvFF) | Nivå 1    | Damall- svenskan       | 1×12 = 12                     |                | 2         |
| Nationellt (SvFF) | Nivå 2           | Norrettan och Söderettan | 2×12 = 24              | 2×1 = 2          | 2×3 = 6          | Nationellt (SvFF)  | Nivå 2             | Norrettan och Söderettan | 2×12 = 24              | 2×2 → 2            | 2×5 + 1 = 11       | Nationellt (SvFF) | Nivå 2    | Elitettan              | 1×14 = 14                     | 2              | 3         |
| Nationellt (SvFF) | Nivå 3           | Division 2               | 9×10 = 90              | 9×1 → 6          | 9×2 = 18         | Nationellt (SvFF)  | Nivå 3             | Division 2               | 9×10 = 90              | 9×1 → 1            | 9×4 + 1 = 37       | Nationellt (SvFF) | Nivå 3    | Division 1             | 6×12 = 72                     | 6×1 → 3        | 6×3 = 18  |
| Nivån fanns inte  | Nivån fanns inte | Nivån fanns inte         | Nivån fanns inte       | Nivån fanns inte | Nivån fanns inte | Nivån fanns inte   | Nivån fanns inte   | Nivån fanns inte         | Nivån fanns inte       | Nivån fanns inte   | Nivån fanns inte   | Regionalt (SDF)   | Nivå 4    | Division 2             | (4 + 3 + 8–11) × (8–12) = 194 | 4 + 6 + 8 = 18 | *         |
| Distrikt (SDF)    | Nivå 4           | Division 3 (och nedåt)   | Beslutas av distrikten | Kval → 18        |                  | Distrikt (SDF)     | Nivå 4             | Division 3 (och nedåt)   | Beslutas av distrikten | 9 + 157            |                    | Distrikt (SDF)    | Nivå 5    | Division 3 (och nedåt) | Beslutas av distrikten        | *              |           |

Noter:
1. 1 2 3  Kolumnerna Upp anger hur många lag som flyttas upp till ovanförliggande nivå efter säsongens slut.
2. 1 2 3  Kolumnerna Ned anger hur många lag som flyttas ned till nedanförliggande nivå efter säsongens slut.
3. ↑  De två ettorna i Norr- respektive Söderettan mötte tvåorna i den andra serien i kval om plats i Damallsvenskan. Förlorare till Elitettan.
4. ↑  Bästa lag 7 spelade kval till Elitettan. Övriga lag 7 och samtliga lag 8–12 flyttades ned till division 1.
5. 1 2  Lag 2–5 i respektive division 2-serie, samt de åtta bästa lag 6, var kvailficerade för spel i Division 1.
6. ↑  Det sämsta lag 6 och samtliga lag 7–10 flyttades ned till den nya division 2.
7. ↑  Seriesegrarna kvalspelade parvis om tre platser i Elitettan.
8. ↑  Landsdelarna är och var samarbeten mellan distrikten. Distrikten i Norrland, Svealand och Götaland samarbetar regionalt, och utser distrikt som organiserar respektive serie.
9. ↑  Landsdelarna har själva beslutat om serieindelningar.
10. ↑  Antalet serier och lag har varierat i Götaland
11. ↑  Antalet uppgångar har legat fast under perioden. Norrland: 4; Svealand: 6; Götaland: 8.
12. 1 2  Antalet upp- och nedflyttade lag mellan distrikt och division 2 beslutades av distrikten per landsdel.